# Rok Elsner
Rok Elsner, slovenski nogometaš, * 25. januar 1986,  Ljubljana.
Elsner je mladinsko kariero začel pri OGC Nice. V slovenski ligi je igral za klube Interblock, Domžale in Triglav Kranj, s katerimi je trikrat osvojil slovenski pokal in enkrat SuperPokal. S Śląsk Wrocławom je osvojil naslov poljskega prvaka in superpokalni naslov leta 2012. Za slovensko reprezentanco je nastopal v kategorijah do 16, 18, 20 in 21 let.
Tudi njegov dedek Branko, oče Marko in brat Luka so bili nogometaši.